# Agapanthia detrita
Agapanthia detrita — вид жуків з родини вусачів.

## Поширення
Поширений у Центральної Азії (Узбекистан і Казахстан).

## Опис
Жук довжиною від 12 до 22 мм. Час льоту з квітня по червень.

## Розвиток
Життєвий цикл виду триває рік.